# بسيورقة
بسيورقة هو نهر في شمال إسبانيا ثاني أكبر رافد لنهر دويرة. يرتفع في جبال قنتبرية في مقاطعة بالينثيا منطقة قشتالة وليون المتمتعة بالحكم الذاتي. يُطلق على مصدرها التقليدي اسم نبع قبرة ولكنه اكتُشِف أن المصدر الحقيقي هو مثلجة أعلى في الجبال. يتدفق النهر جنوبًا إلى نهر دويرة بعد فترة وجيزة من مروره عبر مدينة بلد الوليد. يبلغ طوله حوالي 270 كيلومترًا (170 ميل).
أصبح مستوى مياه النهر منتظمًا للغاية على مدار العام منذ الخمسينيات من القرن الماضي كان بسبب سد Aguilar de Campoo الضخم الذي يجمع كل المياه من الوديان العلوية الممطرة للنهر. سمح هذا التنظيم بإنشاء مساحات شاسعة من الأراضي الزراعية المروية على طول مسار بسيورقة عبر سهل قشتالة الشمالي.